# Andrea Schwarz (Autorin)
Andrea Schwarz (* 1955 in Wiesbaden) ist eine deutsche Autorin spiritueller Bücher und Referentin.

## Leben und Wirken
Andrea Schwarz entstammt einer ostpreußischen Familie. Als ihre Mutter Hildegard im Januar 1945 mit Andreas Geschwistern Klaus und Christiane aus Ostpreußen floh, starben beide Kinder. Ihr Vater Alfons  war damals Soldat an der Ostfront.
Andrea Schwarz wurde 1955 als drittes Kind ihrer Eltern in Wiesbaden geboren. Nach der Schulzeit machte sie zunächst eine Ausbildung zur Industriekauffrau. Dann studierte sie Sozialpädagogik. Andrea Schwarz arbeitete zuerst als Dekanatsjugendreferentin im Erzbistum Freiburg, später als Diözesanleiterin des Bundes der Deutschen Katholischen Jugend.
Sie begann 1985 damit, Gedichte, Märchen und Erzählungen zu veröffentlichen. Die meisten Veröffentlichungen sind jedoch geistlicher Natur. Ihr 1985 erschienenes erstes Buch Ich mag Gänseblümchen wurde ihr erster großer Erfolg.
1988 entschied Schwarz, freiberuflich Seminare für kirchliche Mitarbeiter anzubieten und Besinnungstage zu leiten. Von 1999 bis 2009 arbeitete sie in zwei Pfarrgemeinden in Viernheim. Seit 2008 bietet sie Fortbildungen in Bibliolog an, einer neuen Form der Bibelarbeit. Seit 2012 ist Andrea Schwarz teils pastorale Mitarbeiterin im Bistum Osnabrück und teils weiter freiberuflich tätig. Sie bietet neben Vorträgen und Lesungen auch Exerzitien an.
Von 2009 bis 2012 lebte Schwarz in Südafrika, um ehrenamtlich die Missionsschwestern vom kostbaren Blut in Mariannhill zu unterstützen.

## Schriften (Auswahl)
- Ich mag Gänseblümchen. Unaufdringliche Gedanken. Herder, Freiburg im Breisgau 1985, ISBN 3-451-20531-9; 29. Auflage 2011, ISBN 978-3-451-07122-5.
- Bunter Faden Zärtlichkeit. Herder, Freiburg im Breisgau 1986, ISBN 3-451-20737-0; 16. Auflage 2012, ISBN 978-3-451-07131-7, auch als Hörbuch verfügbar.
- Wenn die Orte ausgehen, bleibt die Sehnsucht nach Heimat. Fragmente einer geerbten Geschichte. Herder, Freiburg im Breisgau 2009, ISBN 978-3-451-32192-4; erweiterte Neuausgabe: Patmos Verlag, Ostfildern 2023, ISBN 978-3-8436-1434-4.
- Ein tanzender Stern. Von Chaos, Ordnung und dem wahren Leben. Herder, Freiburg im Breisgau 2012, ISBN 978-3-451-30588-7.
- Kurz & Gott – Himmelwärts, SCM, Holzgerlingen 2016, ISBN 978-3-86334-090-2.
- Wilde Weihnachten. Das andere Lesebuch für die Advents- und Weihnachtszeit. Patmos Verlag, Ostfildern 2018, ISBN 978-3-8436-1073-5.
- Mit einem Fuß im Leben. Aufstehen und Ostern feiern. Verlag am Eschbach. Eschbach 2022, ISBN 978-3-86917-931-5.